# Метро 2033 (роман)
Метро 2033 је постапокалиптични научнофантастични роман руског писца Димитрија Глуховског. Радња романа смештена је у 2033. годину, 20 година после нуклеарног холокауста, где се последњи преживели људи крију у Московском метроу, највећем подземном систему на свету.

## Радња
Артем има 21 годину и током читавог свог досадашњег живота није напуштао своју станицу, међутим подстакнут посетом једног „сталкера“ који је нестао покушавајући да помогне његовој станици у борби против мутираних људи са површине, одлази у Полис да пренесе његову поруку. На том путу ће сретати разне људе, следбенике разних филозофија, религија и идеологија, и упознаваће се са светом о коме до тада није знао готово ништа. Након што његов живот неколико пута буде озбиљно угрожен, и сретне Кана следбеника њу ејџ филозофије, почеће да верује да његов живот има одређену судбину да спаси преостале људе од мутираних људи са површине, међутим даљи ток догађаја увериће га да је читаво време био у заблуди, и да је све што је у животу урадио, и за шта су људи давали своје животе било узалуд.

## Свет Метроа 2033
После Трећег светског рата који се завршио тако што су обе стране уништиле једна другу, малобројни преживели у Москви склонили су се у Московски метро. Услед радијације живот за људе на површини више није могућ, а људи и животиње који су остали на површини су истребљени или су мутирали како би се прилагодили новом свету. Метро који је у почетку имао јединствену управу, подељен је на градове државе, или на групе станица које су организоване према идеологији, религији, или економском интересу. Људи који живе у Метроу прехрањују се једући печурке, свињетину, пилетину и пацове. Повремено у заштитним оделима, „сталкери“ наоружани излазе на површину и доносе потребне ствари. Готово сви излази на површину су запечаћени, и отварају се само приликом изласка „сталкера“. Од Трећег светског рата становници метроа нису успели да успоставе везу са осталим људима на планети, и није им познато да ли је осим њих још неко преживео. У метроу постоје радионице које израђују ватрена оружја и машине, док је муниција драгоцена и служи као новац.

#### Важне државе
- Полис, чини група станица које се налазе испод Генералштаба и Московске библиотеке, његови становници су подељени на касте а владајуће касте чине „војници“ и „библиотекари“. Сваки становник Полиса има тетоважу касте којој припада. Полис је био центар некадашње заједничке управе, и сматра се културним и научним центром метроа, међутим „библиотекари“ на чијем су челу предратни интелектуалци почињу да се баве псеудонауком, а „војници“ на чијем је челу бивши војни врх Руске Федерације, више нису у стању да заштите станицу од неког озбиљнијег напада, али Полис ипак опстаје зато што ужива неутрални статус.
- Ханза, је основана од стране трговаца са станица које се налазе у кругу који пресеца све тунеле у метроу. Ханзину управу чине богати трговци и капиталисти. У њој се налазе људи свих професија које су од користи за преживљавање, и Ханза је економски и технолошки најјача у целом Метроу, међутим њене границе су строго контролисане и готово је немогуће постати грађанин Ханзе.
- Црвена линија, њену управу чине комунисти који су организовали власт на својим станицама после распада заједничке управе у метроу. Пошто су се организовали и војно ојачали, објавили су рат Ханзи који се завршио пат позицијом. Црвена линија је проширила свој утицај на околне независне станице, и управе тих станица не смеју да доносе ни једну одлуку којој се противи Црвена линија. Црвена линија није економски јака као Ханза, али њени становници имају велику дисциплину и строгу организацију.
- Четврти рајх, његову управу чине бивши припадници разних неонацистичких организација које су постојале у Москви пре рата, економија и организација државе је слична као код Црвене линије, са разликом што Четврти рајх прогони људе који нису Руси по националности и људе код којих су почеле генетске мутације. Четврти рајх такође жели да своју власт прошири на читав метро. Своје политичке неистомишљенике су протерали са станица под њиховом контролом.

#### Религије
- Сатанисти, припадици сатанистичке секте која је преузела власт на једној непознатој станици. На њиховој станици влада робовласнички систем. Сатанисти верују да је крај света већ почео и њихови робови копају рупу у средишту њихове станице, за коју верују да ће их спојити са паклом.
- Православље је и даље заступљено међу становницима метроа, међутим у књизи није познато да ли је оно организована религија.
- Ислам је и даље такође заступљен међу становницима метроа, углавном међу људима са Кавказа. У књизи није познато да ли је организован као религија, на станицама где муслимани чине већину људи не држе свиње, већ за месо користе пилетину и пацове.
- Јеховини сведоци, нису велики по бројности али су јако организовани и најбржа су растућа религија. Јеховини сведоци такође верују да је крај света већ почео. Нове чланове врбују међу најнижим слојевима станоништва. Јеховини сведоци граде сопствена насеља.
- Религија Великог црва, религја канибала који живе у изолованој станици Парк Победе. До осталих станица долазе помоћу вентилационих тунела и краду малу децу коју касније одгајају као своје чланове. Становници ове станице услед изолације причају другачијим дијалектом од остатка метроа. Религија Великог црва је вештачки створена од групе студената са филозофског факултета који су технологију сматрали главним кривцем за пропаст људске цивилизације, и на овај начин су хтели да створе нову цивилизацију људи која ће живети искључиво у складу са природом. Децу уче да је Московски Метро ископао Велики црв који живи у средишту Земље, који плаче када су људи зли и који ће се вратити и уништити људе-машине који су уништили Земљу. Децу уче да су возови машине које су људи направили да би се ругали Великом црву. Лове помоћу отровних стрелица, којима гађају људе и животиње, које касније једу.
- Религија невидљивих чувара, веровање по коме рај и пакао уништени у нуклеарном рату и више не постоје, и душе оних који су умрли у метроу ту и остају заувек. На многим местима у метроу из цеви цури мистериозни гас који изазива халуцинације, а некада и смрт, а следбеници ове религије верују да то изазивају душе мртвих који више немају где да оду.

## Писање романа
Метро 2033 је започет 2002. године као интернет пројекат, у коме би Глуховски објавио једну главу на свом сајту, а интернет читаоци би давали сугестије или указивали на евентуалне грешке и пропусте. Како је Глуховски изјавио у интеврују за канал РТ: „На мени је радила колективна свест. Исправљали су моје грешке и правили прогнозе“. Књига је први пут објављена у штампаном издању 2005. године у Русији, а до 2010. године је продато пола милиона копија у Русији. Према тврдњама Димитрија Глуховског до 2010. његова књига на интернету коју је могуће читати бесплатно, је имала преко 2.000.000 читалаца.
Издање на енглеском језику је први пут објављено 2010. године, када је изашла и компјутерска игра која представља адаптацију романа.
Издање на српском језику је први пут објављено 2009. године.

## Утицај
Тренутно је у свету објављено преко 40 романа, чија се радња одвија у свету који је створио Димитриј Глуховски у свом роману Метро 2033.
Компјутерска игра Metro 2033, заснована је на радњи из романа Метро 2033, уз мање измене. Компјутерска игра Metro: Last Light је заснована на свету Метроа, и дешава се 2034. године, али њена радња није заснована на роману Метро 2034.

## Награде
Роман је добио награду Европског удружења за научну фантастику.